# NGC 4012
NGC 4012 é uma galáxia espiral (Sb) localizada na direcção da constelação de Virgo. Possui uma declinação de +10° 01' 18" e uma ascensão recta de 11 horas, 58 minutos e 27,5 segundos.
A galáxia NGC 4012 foi descoberta em 25 de Março de 1865 por Albert Marth.